# Geprüfter Automobil-Serviceberater
Der Geprüfte Automobil-Serviceberater (GASB) ist eine berufliche Qualifizierung in der Automobilbranche. Im Automobilservice nimmt der Geprüfte Automobil-Serviceberater eine zentrale Funktion ein. Das Kraftfahrzeuggewerbe und die Automobilindustrie haben daher die fabrikatsübergreifende Weiterbildung etabliert.

## Berufsbild
Der Geprüfte Automobil-Serviceberater ist Bindeglied zwischen Kunde und Werkstatt und trägt somit zur Zufriedenheit der Kunden bei. Seine Aufgaben sind vielseitig: Er ist Kundenberater, verfügt über technisches Know-how und weiß auch bei kaufmännischen Fragen Bescheid. Der Geprüfte Automobil-Serviceberater braucht neben fachlicher Kompetenz auch Kommunikationsstärke.  

## Aufgaben
Die Inhalte der Weiterbildung umfassen die Bereiche:
- Service-Markt-Bearbeitung
- Rechtliche Grundlagen
- Kundenorientierte Serviceprozesse
- Persönlichkeit
- Kundenbeziehungsmanagement
- Beratung und Verkauf

Der Geprüfte Automobil-Serviceberater ist außerdem zuständig für die Fahrzeugannahme. Er nimmt (oft im Rahmen einer Direktannahme) eine erste Fehleranalyse beim Fahrzeug vor und stellt Diagnosen, kalkuliert Kosten und bespricht die weitere Vorgehensweise mit dem Kunden und der Werkstatt.

## Voraussetzungen
Um sich zum Geprüften Automobil-Serviceberater weiterbilden zu können, müssen folgende Voraussetzungen erfüllt sein:
- Erfolgreich abgeschlossene Berufsausbildung,
- Anstellung in einem Autohaus, dessen Hersteller/Importeur zertifiziert ist, die Qualifizierung zum Geprüften Automobil-Serviceberater durchzuführen
- Bestehen eines Kfz-technischen Eingangstests (Test entfällt, wenn eine abgeschlossene Weiterbildung zum Kraftfahrzeugtechnikermeister vorliegt.).[2]

## Dauer der Weiterbildung
Grundsätzlich erfolgt die Qualifizierung nach genau festgelegten Vorgaben in den Betrieben des Kraftfahrzeuggewerbes und in den Trainingszentren der Automobilindustrie oder beim Serviceanbieter.
Die Dauer der Qualifizierung beträgt:
- in den Kfz-Betrieben mindestens 6 Monate,
- in den Trainingszentren der Automobilindustrie mindestens 20 Seminartage.[2]

## Prüfung
Am Ende der Qualifizierungsmaßnahme steht eine standardisierte Abschlussprüfung. Die Durchführung liegt in der Verantwortung der Hersteller/Importeure. Die Prüfung besteht aus einem schriftlichen und einem praktischen Teil.

## Abschluss
Die erfolgreich absolvierte Abschlussprüfung wird durch ein bundeseinheitliches Branchen-Zertifikat dokumentiert. Dieses von den Verbänden der Automobilbranche (ZDK/VDIK/VDA) getragene Zertifikat verleiht dem Absolventen den Status des professionellen und Geprüften Automobil-Serviceberaters.

## Verwandte Berufe
- Geprüfter Kfz-Servicetechniker
- Meister im Kfz-Techniker-Handwerk
- Geprüfter Automobilverkäufer
- Geprüfter Automobil Teile- und Zubehörverkäufer